# BliGlad
BliGlad var et dansk reggae-band fra Aarhus. Efter at have været kendt i undergrunden som et humoristisk og energisk liveband, blev de i 2006 kendt af en bredere skare, da de medvirkede på radiohittet "Hængekøjen Remix" sammen med Ufo & Yepha og Natasja. Førstesinglen "Dans for satan" fra debutalbummet Kærlighed til folket blev valgt til ugens uundgåelige på P3.

## Historie
BliGlad blev dannet i 2003 af Kristian Nordentoft, Benjamin Lesak, Christopher Mclaughlin, Jesper Iversen og Daniel Plon.
I de spæde år af BliGlads levetid blev der skiftet trommeslager et par gange før det hele faldt på plads. Jesper Iversen afløstes af den nu etablerede skuespiller Cyron Melville og senere igen af Kasper Brinck. Max Buthke blev optaget i bandet før succesen for alvor tog fart.
Startskuddet til gennembruddet kom med radiohittet "Hængekøjen Remix" sammen med Ufo & Yepha og Natasja, som blev et stort hit i sommeren 2006.[kilde mangler]
Det helt store gennembrud kom med andensinglen, "Kærlighed Til Folket". Sangen strøg på kort tid til tops på landets hitlister, og bandet var nu en etableret aktør på den danske musikscene.[kilde mangler]
I 2009 udgav bandet deres andet studiealbum, Bare Spil Noget Lårt. Udgivelsen endte som den klassiske 2′er, og blev altså ikke en plade, der fik megen opmærksomhed. Efter opløsningen af pladeselskabet Superstar records stod BliGlad i 2009 uden pladeselskab. Bandet har efterfølgende taget skeen i egen hånd og selv indspillet og udgivet pladen Århus (kun i et oplag på 300). Allerede i 2008 prøvede BliGlad at producere og udgive selv med pladen Bare Spil Noget Orgel, som inderholdt orgel-versioner af numre fra deres andet album Bare Spil Noget Lårt.
I 2012 udkom bandets tredje studiealbum, Hjem til Harlev. Musikken har taget en ny retning, hvor reggaegenren er mindre stilistisk dominerende. Pladen udkom utraditionelt udenom gængse pladeselskaber, i et partnerskab med tøjkæden qUINT.

## Medlemmer
- Christopher Mclaughlin (Vokal)
- Kristian Nordentoft (Bas)
- Benjamin Lesak Jensen (Orgel)
- Daniel Rosenthal Plon (Guitar)
- Max Buthke (Percussion og kor)
- Kasper Brinck (Trommer)

## Tidligere medlemmer
- Cyron Melville (Trommer, 2003-06)
- Jesper Iversen (Trommer, 2001-03)

## Diskografi
- Kærlighed til folket (2007)
- Bare Spil Noget Lårt (2009)
- Bare Spil Noget Orgel (2009)
- Århus (2010)
- Hjem til Harlev (2012)

### Singler
- Dans For Satan (2006)
- Kærlighed Til Folket (2007)
- Ullapige (2007)
- Kongen af Pop (2008)
- Skinke Med Laksko (2009)
- Kære Kirsten (2009)
- Min Flotte Krop (2011)
- Jeg Får Stress (2012)
- Hjælp (2012)

som featuring artist
- Hængekøjen (UFO Yepha featuring BliGlad og Natasja) (2006)